# D'Arcy Osborne, 12.º Duque de Leeds
Francis D'Arcy Godolphin Osborne, 12.º Duque de Leeds (16 de setembro de 1884 - 20 de março de 1964), conhecido entre 1943 e 1963 como Sir D'Arcy Osborne, foi um diplomata britânico.

## Vida pregressa e carreira
Osborne era o filho mais velho de Sidney Francis Godolphin Osborne e de Margaret Dulcibella, nascida Hammersley. Por parte de pai, ele era tataraneto de Francis Osborne, 5.º Duque de Leeds, Secretário de Relações Exteriores entre 1783 e 1791. Ele foi educado no Haileybury College, antes de ingressar no Serviço Diplomático de Sua Majestade.
Por volta de 1919 ou 1920, Osborne conheceu Isabel Bowes-Lyon, a futura Rainha Elizabeth, com quem manteve uma amizade e correspondência para toda a vida. Mais tarde, ele a descreveu como "o antigo amor de sua vida".
Osborne foi destacado para Roma (1909–1913), Washington DC, Haia, Lisboa (Conselheiro, 1928–1929) e Roma (Conselheiro, 1929–1931). Ele então serviu como Ministro Britânico em Washington, vice-chefe da missão britânica nos Estados Unidos, de 1931 a 1935.

## Ministro da Santa Sé
Osborne foi Enviado Extraordinário e Ministro Plenipotenciário junto à Santa Sé de 1936 a 1947.  A sua nomeação ocorreu na sequência das queixas do Cardeal Secretário de Estado Pacelli (futuro Papa Pio XII ) relativamente à curta permanência dos titulares do cargo ; na verdade, o próprio Osborne esperou seis meses após a sua nomeação antes de chegar a Roma. 
Quando a Itália declarou guerra ao Reino Unido em 1940, Osborne, credenciado junto à Santa Sé, mas vivendo em território italiano, mudou-se para dentro do Vaticano de acordo com os acordos feitos pelo Tratado de Latrão. Com algumas exceções, Osborne ficaria confinado no Vaticano até a libertação de Roma em 1944, trabalhando em condições difíceis em um albergue de peregrinos anexo ao Convento de Santa Marta.

Usando o nome de código "Monte", ele fazia parte do grupo que apoiava com seu próprio dinheiro, liderado pelo monsenhor Hugh O'Flaherty e um diplomata francês François de Vial que ajudou a esconder cerca de 4.000 fugitivos, judeus ou soldados aliados, dos nazistas: 3.925 sobreviveram à guerra.  A história deles foi retratada no filme The Scarlet and the Black, de 1983, estrelado por Gregory Peck como O'Flaherty . Ele também desempenhou um papel fundamental em uma conspiração em 1940, que envolveu o Papa e certos generais alemães, para derrubar Hitler.  O major Sam Derry, em seu livro The Rome Escape Line, descreveu seu encontro com Sir D'Arcy no Vaticano em 1943:
Postura imperturbável... Raramente conheci um homem em quem tive tanta confiança imediata. Ele nos recebeu calorosamente, mas achei impossível me              comportar de forma diferente, além de rigorosa formalidade. Além da influência restritiva da minha roupa [ele estava disfarçado de monsenhor ], eu estava quase dominado por uma atmosfera de cortesia e graça inglesas do velho mundo, que eu pensava pertencer apenas às festas em casas de campo de antigamente. Sir D'Arcy era ágil, elegante, tinha cerca de sessenta anos, mas havia passado anos suficientes no serviço diplomático para desenvolver uma aptidão surpreendente para criar ao seu redor uma aura de tudo o que havia de mais civilizado na vida inglesa. Senti-me como se tivesse regressado a casa depois de longas viagens, para descobrir que a realeza tinha vindo jantar e eu tinha de me comportar da melhor forma possível. 
Após este jantar, Sir D'Arcy ofereceu a Derry o comando da organização de fuga. 

## Vida posterior e morte

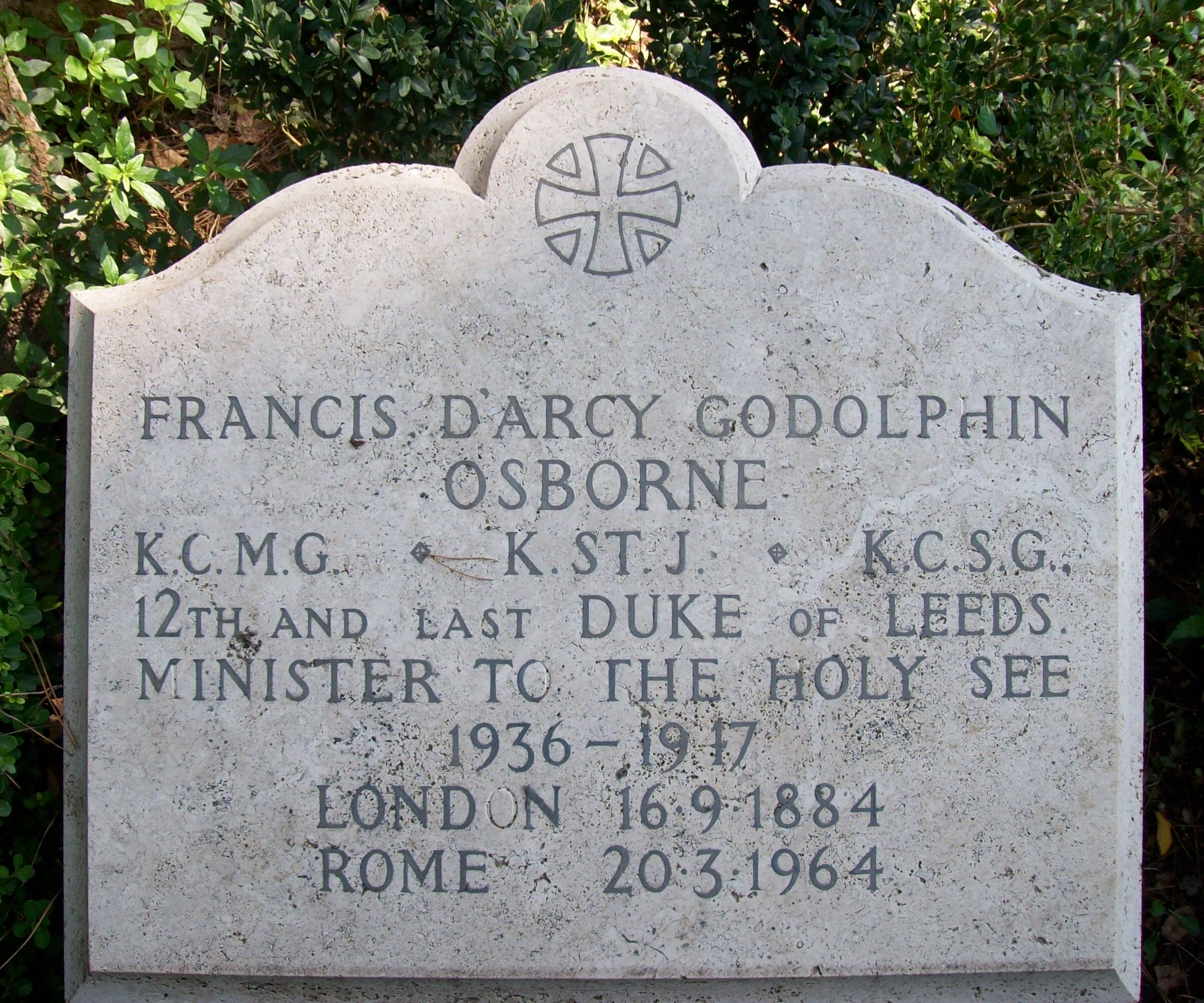
Cemitério Protestante, Roma, túmulo do 12.º Duque de Leeds

Após a guerra, Osborne aposentou-se do serviço diplomático e estabeleceu-se na Itália, vivendo no Palazzo Sacchetti, 66 Via Giulia, Roma. Com o futuro Papa Paulo VI, de quem fez amizade durante a guerra, ele fundou uma escola industrial para os meninos pobres de Roma. Ele foi visitado pela Rainha e pela Rainha Mãe em diversas ocasiões. Sua situação financeira continuava precária e, em 1962, um grupo de amigos, incluindo a Rainha Mãe, conseguiu uma quantia em dinheiro para ajudá-lo.
Em diversas ocasiões após a guerra, ele escreveu em defesa do histórico de Pio XII durante a guerra, que havia sido atacado.
Osborne sucedeu seu primo em segundo grau como Duque de Leeds em 26 de julho de 1963. Ele morreu apenas um ano depois, em 20 de março de 1964, aos setenta e nove anos, altura em que o ducado e todos os seus títulos subsidiários foram extintos.  O Papa Paulo VI, que havia enviado seu camareiro pessoal para visitar a residência de Osborne diariamente durante sua doença final, expressou suas condolências, assim como o Cardeal Cicognani, Secretário de Estado papal.
O Duque de Leeds foi enterrado no Cemitério Protestante de Roma em 24 de março de 1964. Sir Peter Scarlett, Ministro Britânico na Santa Sé, representou a Rainha no funeral, e o Embaixador Britânico na Itália, Sir John Ward, representou a Rainha Mãe.

## Honras
Osborne foi nomeado Companheiro da Ordem de São Miguel e São Jorge (CMG) em 1930 e promovido a Cavaleiro Comandante (KCMG) nas Honrarias de Aniversário de 1943, recebendo o título de cavaleiro em sua única viagem ao Reino Unido durante a Segunda Guerra Mundial, o que exigiu permissão italiana especial. Ele também foi Cavaleiro da Graça da Ordem de São João (KStJ) e Cavaleiro Comandante da Ordem de São Gregório Magno (KCSG).

## Legado
Osborne manteve um extenso diário, partes do qual foram usadas por Owen Chadwick como base para suas Palestras Ford de 1980 e seu livro de 1988, Grã-Bretanha e o Vaticano durante a Segunda Guerra Mundial . As citações de Chadwick do diário de Osborne incluíam: "Cheguei à grave conclusão durante a missa de que não sou nada além de uma nota marginal a lápis no Livro da Vida. Não estou no texto principal."  O diário está nas coleções da Biblioteca Britânica.